# Michihiko Ohta
Michihiko Ohta (太田 美知彦 (Ōta Michihiko); 23 de novembro de 1964) é um cantor, arranjador e compositor japonês famoso por trabalhar em várias canções de animes como Bubblegum Crash e Digimon. Escreveu e compôs com Kōji Wada e Ayumi Miyazaki, outros compositores de Digimon.